# Nasz film
Nasz film – debiutancki album Antka Smykiewicza wydany w 2016 roku. Album osiągnął status  złotej płyty sprzedając się w nakładzie ponad 15 tys. egzemplarzy. Płytę promowało pięć singli: "Pomimo burz", "Limit szans", "Jak sen", "Cud" oraz "Już nie Ty". 21 października wydał rozszerzoną wersję debiutanckiego albumu.
| Nr  | Tytuł utworu          | Długość |
| --- | --------------------- | ------- |
| 1.  | „Pomimo burz”         | 3:22    |
| 2.  | „Obok Ciebie”         | 3:36    |
| 3.  | „Jak sen”             | 3:06    |
| 4.  | „Limit szans”         | 3:17    |
| 5.  | „Nasz film”           | 3:49    |
| 6.  | „Przepraszanie”       | 3:17    |
| 7.  | „Już nie Ty”          | 3:13    |
| 8.  | „Motyle”              | 3:17    |
| 9.  | „Poczuć Cię naprawdę” | 3:22    |
| 10. | „Na rozstajach”       | 3:23    |
| 11. | „Zaplątani”           | 3:26    |
| 12. | „Cud”                 | 2:46    |
| 13. | „Zagubieni”           | 3:26    |
| 14. | „Jak chcesz”          | 3:57    |
| 15. | „Prawda”              | 2:18    |
| 16. | „Zostańmy w snach”    | 3:30    |
|     |                       | 53:05   |

## Certyfikat
| Kraj          | Certyfikat  | Sprzedaż |
| ------------- | ----------- | -------- |
| Polska (ZPAV) | złota płyta | 15 000+  |